# La Fronda (Buenos Aires)
La Fronda fue un periódico nacionalista que apareció en Argentina el 1º de octubre de 1919. Tuvo como fundador y primer director a Francisco Uriburu (hijo), perteneciente a una influyente familia. Fue la continuadora de La Mañana (1911-1919), también fundado por Uriburu, quien se había alejado en 1919 por disidencias internas. Se publicó en un formato tabloide, novedoso para la época. Si bien Carlos Ulanovsky afirma que El Mundo fue el primer diario tabloide de la Argentina, La Mañana y La Fronda habían salido con ese formato.

## Descripción
Tenía un estilo cáustico y despiadado y se destacaba la agudeza de la línea editorial. Realizó una oposición frontal al yrigoyenismo y repetía una y otra vez sus críticas al radicalismo. 
A diferencia de la prensa comercial, que seguía el modelo norteamericano donde la noticia primaba sobre la opinión, al igual que La Mañana, La Fronda fue concebida como un arma de lucha al servicio de las convicciones políticas de su fundador y alma mater, esto es que estaba enrolada en un periodismo faccioso, involucrado activamente en las contiendas políticas con un abierto compromiso con una causa determinada, antes que una pretendida objetividad. 

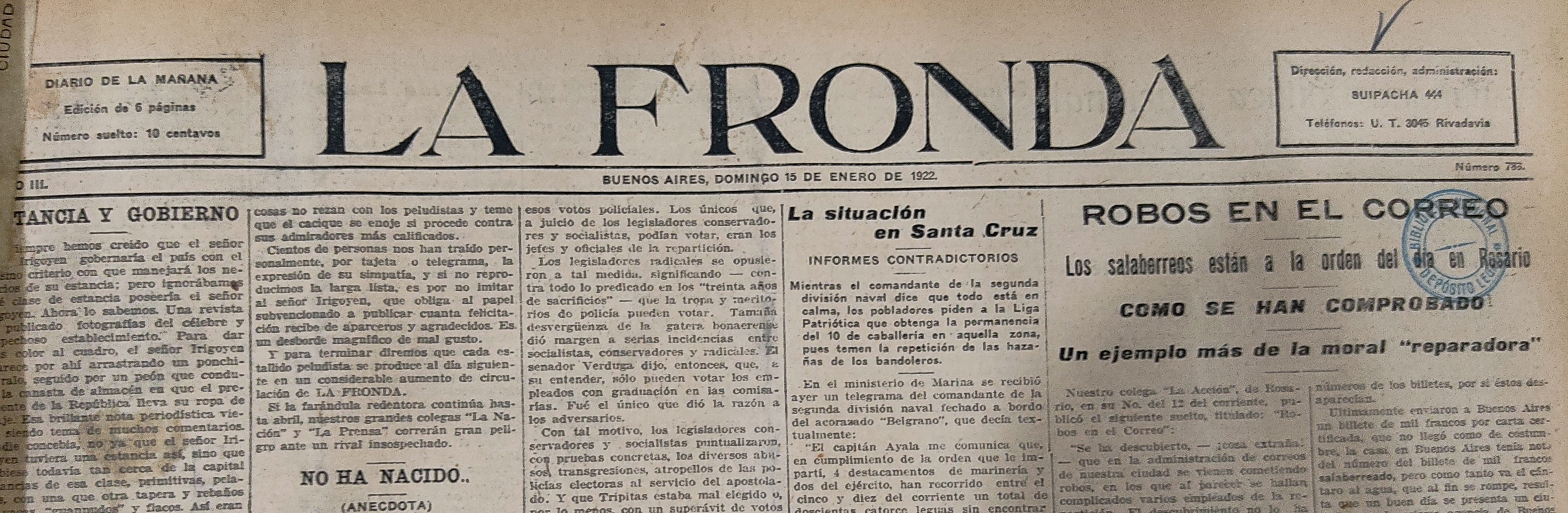
Portada del número del 15 de enero de 1922.

Si bien brindaba un amplio abanico de secciones breves: noticias del exterior y del interior del país, de las principales fuerzas políticas y del movimiento obrero, espectáculos, deportes, mercados, bibliografía y prensa, páginas literarias, sociales, informaciones judiciales, crónicas policiales, su mayor interés residía en las notas de opinión, generalmente sin firma, que ocupaban las primeras páginas y expresaban la línea editorial del diario sobre temas diversos de actualidad pero con predominio de la política. Con el paso del tiempo estas notas fueron adquiriendo cada vez más importancia en desmedro de las demás a medida que el perfil político de la publicación se fue acentuando.

## La reforma del sistema electoral
En el debate suscitado a partir de 1912 sobre el régimen electoral, Francisco Uriburu y La Mañana se había puesto decididamente en favor de la reforma, que implicó establecer que el voto –que ya era universal- pasara a ser también secreto y obligatorio. Los impulsores de la reforma querían una modernización acorde con las transformaciones que había tenido la sociedad y pretendían desactivar la impugnación revolucionaria procedente del radicalismo e incorporarlo al sistema político. La idea de los reformistas -en la cual concordaba La Mañana- era que existieran partidos políticos estables y permanentes, de alcance nacional, con programas que expresaran sus postulados ideológicos y ofrecieran juicios concretos respecto de una sociedad que estaba en proceso de rápida expansión y cambio, partidos programáticos –conocidos en la época como «partidos de ideas» o «partidos orgánicos»– debían reemplazar con mecanismos internos democráticos de deliberación y decisión, a la política gestionada por los círculos de notables y contaminada de personalismo y caudillismo.
El yrigoyenismo no sólo era censurado por Uriburu por falta de plataforma electoral sino también por su apelación a las facetas emotivas e irracionales de los votantes y su pretensión de fundar una «religión cívica» en torno del caudillo carismático que lideraba al partido; en realidad esta indefinición programática era para Yrigoyen la esencia misma de su movimiento dado que identificaba a la Unión Cívica Radical con la nación misma y una plataforma precisa habría significado inclinarse por un interés particular en detrimento del interés nacional.
La Mañana aplaudió la reforma electoral como una medida adecuada y progresista y cuando en su primera aplicación a fines de marzo de 1912 la UCR triunfó en las elecciones celebradas en la provincia de Santa Fe, el diario mantuvo su opinión si bien lo vio como confirmación de que la lista incompleta no era el sistema más apropiado para el nivel de cultura política alcanzado por la sociedad y reafirmó su preferencia por el voto por circunscripciones..
En las elecciones presidenciales de 1916 La Mañana, alarmado por el avance yrigoyenista y atraído al mismo tiempo por las propuestas programáticas de Lisandro de la Torre, abandonó su prescindencia partidaria para apoyar al Partido Demócrata Progresista, creado en 1914 sobre la base de la Liga del Sur y otros partidos provinciales, que contó inicialmente con numerosos apoyos conservadores, que vieron en ella un probable dique frente al radicalismo.
El triunfo de Yrigoyen, elegido presidente para el período 1916-1922, que fue atribuido por el diario a la falta de experiencia del electorado, que aún se dejaba seducir por los vicios de la «política criolla», no hizo variar su convicción en la perfectibilidad del sistema democrático a lograrse con la educación política del pueblo elector por parte de los «partidos de ideas» y a la práctica continuada del sufragio.

## Apoyo al Partido Demócrata Progresista
La administración radical era criticada por Uriburu imputándole el uso del clientelismo, elusión permanente del control parlamentario por parte del Poder Ejecutivo, sus reiteradas intervenciones federales por decreto, la violación de la independencia de la justicia, ineptitud, corrupción y excesiva dependencia de presidente en todas las áreas. Esta visión política era compartida por los grupos parlamentarios opositores –conservadores, demócrata-progresistas, socialistas y radicales disidentes, liderados por Vicente C. Gallo así como por medios de opinión liberal, como el diario La Nación.
La Fronda preconizaba una acción conjunta de las fuerzas políticas opositoras y en principio confió en que el Partido Demócrata Progresista pudiera aglutinarlas para hacer así frente al yrigoyenismo. En esa inteligencia, en las elecciones para la renovación de diputados de 1920 Francisco Uriburu aceptó su postulación como candidato por la Capital Federal por el PDP.
En 1921 el PDP se negó a unirse a la Concentración Nacional de Fuerzas Opositoras alegando las divergencias ideológicas que lo separaban de la mayoría de sus agrupaciones que la integraban, al afirmar que: «no son conservadores únicamente de nombre, lo son de espíritu, y no quiero que existan dudas respecto a mis tendencias absolutamente liberales y progresistas». Ante la decisión de De la Torre, La Fronda respaldó para las elecciones presidenciales de 1922 a la fórmula de Concentración Nacional Norberto Piñero-Rafael Núñez y en la Provincia de Buenos Aires al Partido Conservador de la provincia de Buenos Aires, que tras la declinación de Marcelino Ugarte había comenzado a reorganizarse y modernizarse bajo la conducción de Rodolfo Moreno. Francisco Uriburu fue candidato a diputado nacional en la provincia de Buenos Aires por este partido, resultando electo por el período 1922-1926. 
La posición crítica hacia el radicalismo amenguó al ser nombrado Marcelo T. de Alvear presidente de la nación en 1922; por otra parte, los resultados de la democratización política hicieron que algunos sectores minoritarios de la derecha incrementaran sus tendencias militaristas y autoritarias, ejemplificadas por la proclamación de Leopoldo Lugones en 1924 de la llegada de la «hora de la espada», pero La Fronda siguió bregando por la unidad de las fuerzas conservadoras, al mismo tiempo que trataba de alentar y explotar las divergencias internas de la UCR. Ese mismo año, la escisión del antipersonalismo, que criticaba la hegemonía interna de Yrigoyen, alimentó las esperanzas despertadas por la gestión de Alvear, a quien el diario le atribuyó una naturaleza política afín a la clase dirigente tradicional. El diario vio en su gobierno la posibilidad de retornar a los principios de los reformistas de 1912 sin peligro de distorsiones «demagógicas» y trató de fortalecer su autonomía respecto del yrigoyenismo confiando en que Alvear liderara la destrucción del aparato político yrigoyenista, pero se desilusionó de tal idea cuando rehusó intervenir la provincia de Buenos Aires, principal bastión de Yrigoyen, y dar su apoyo explícito al sector antipersonalista.

## Las elecciones de 1928
En 1927, cuando se acercaba el fin del mandato de Alvear y se presentía el retorno del «peludismo» al poder, el periódico de Uriburu alentó la formación de la Confederación de las Derechas, concretada en la reunión que una gran cantidad de partidos conservadores provinciales realizaron en Córdoba en abril de ese año,  invitados por Julio A. Roca (h), presidente del Partido Demócrata de Córdoba. Posteriormente la Confederación adhirió al Frente Único y apoyó la fórmula de la Unión Cívica Radical Antipersonalista conformada por Leopoldo Melo y Vicente Gallo y La Fronda criticó la falta de apoyo del Partido Socialista, que proclamó su propia fórmula Mario Bravo-Nicolás Repetto en tanto elogiaba a los disidentes del Partido Socialista Independiente.  
Hasta el momento, el diario consideraba que el factor principal en los triunfos radicales era la poca participación ciudadana y, en consecuencia, hizo una decidida campaña contra el abstencionismo electoral, pero en las elecciones de 1928 aumentó el número de votantes y el resultado fue abrumador a favor de Yrigoyen, quien además de ganar la presidencia obtuvo mayoría en la Cámara de Diputados. 

## Las ideas de Charles Maurras
Las ideas de la Acción Francesa, del fascismo italiano y de la España del general Miguel Primo de Rivera, así como el ideario maurrasiano habían sido difundidos en el país desde las páginas del semanario La Voz Nacional, dirigido por Juan E. Carulla, que apareció entre marzo y noviembre de 1925 y, principalmente,  por La Nueva República aparecida desde 1927 con la dirección de Rodolfo Irazusta 
El propio Francisco Uriburu después de finalizar en 1926 como diputado hizo numerosos viajes a Europa donde pudo haber entrado en contacto con Maurras y su obra.
Es difícil individualizar a los colaboradores de La Fronda para el período previo a 1929 porque la mayoría de las notas iban sin firma. A partir de este año hubo mayor información sobre su vida interna, con algunos artículos firmados y notas sobre festejos por su aniversario o agasajos a sus miembros en los que constaban la nómina y la fotografía de los asistentes; puede verificarse así que para ese año había en su personal numerosos maurrasianos, como  Rodolfo y Julio Irazusta,  Roberto de Laferrère y Justo Pallarés Acebal. También estaban Alfonso de Laferrère, que trabajaba con Uriburu desde los tiempos de La Mañana y Juan E. Carulla que lo hacía desde aproximadamente 1926.
Resulta entonces que esas ideas circularon desde mediados de la década de 1920 en el ámbito del diario aunque no habían sido acogidas en sus páginas donde, al contrario, hubo notas como la del 3 de marzo de 1924 titulada «Nuestras jornadas electorales» en la cual La Fronda hacía un comentario sobre nivel de cultura política en el que menospreciaba la Italia de Benito Mussolini.

## Cambio de rumbo ideológico
La elección de 1928 marcó el inicio de un cambio drástico en la orientación ideológica de La Fronda que se refleja en sus páginas a partir del año siguiente. Tras reclamar que se suprimiera el derecho a voto del empleado público, visto como fuente de venalidad y de clientelismo, La Fronda proclamó que para la oposición «el camino de las urnas ha quedado clausurado para siempre». 
Quedó atrás su valorización del sistema democrático basado en el sufragio universal, comenzó a revaluar su legitimidad y abandonó la convicción de que dentro del régimen imperante hubiera medidas –como la que había impulsado de creación de un partido representativo de la derecha e, incluso, el apartamiento de Yrigoyen de la presidencia- que pudieran solucionar el problema político ya que veía una «máquina de corrupción creada por él en largos años de acción demagógica que sólo una transformación de régimen podía remover.
Este viraje parecería asociado a la recepción en el diario de las ideas de la Acción Francesa, del fascismo italiano y de la España del general Miguel Primo de Rivera, si bien finalmente se impuso ampliamente el ideario maurrasiano.
Así el 15 de julio de 1929 apareció una nota de Justo Pallarés Acébal de condena a la Revolución Francesa titulada «La fecha luctuosa» y Juan E. Carulla firmó las del 30 de agosto del mismo año elogiando a la España de Primo de Rivera y a la Italia fascista («Hacia la ruina por la mala política») y la del 30 de enero de 1930 alabando a la derecha española («Lección de política»). En la nota del 16 de enero de 1930 «Estallido agudo de servilismo», el diario se expresó de Yrigoyen con duros calificativos a la par que elogiaba a Mussolini.
No solo la democracia comenzó a ser criticada sino también el parlamento y los «profesionales de la política», si bien estos eran sólo los del radicalismo, lo que implicó, un relegamiento de la vía partidista y electoral como estrategia fundamental postulada para las fuerzas conservadoras. 
La Fronda financió y sirvió como punto de reunión a los hombres de la Liga Republicana, cuyo papel principal era el de grupo de choque y de agitación del «antipeludismo», en consonancia con las nuevas orientaciones de la derecha que suelen ser definidas como nacionalismo y que alcanzaron su culminación en la década de 1930. Los hermanos Laferrère, los hermanos Irazusta, César Pico, Ernesto Palacio, Juan E. Carulla, Lisardo Zía, y Mario Lassaga, entre otros, estaban entre las filas de la Liga y a la vez arengaban desde las páginas de La Fronda, La Nueva República y Criterio, en contra de la democracia y en pos del derrocamiento del gobierno incluyendo exhortaciones en tal sentido a las fuerzas armadas así como críticas satíricas respecto de la lealtad al Ejecutivo que manifestaba el ministro de Guerra, general Pablo Dellepiane, pese a las presiones de la oposición que lo incitaban a la acción.
La activa participación en la conspiración uriburista no fue óbice para la campaña realizada por el diario en favor del Partido Socialista Independiente en las elecciones parciales de 1930. 

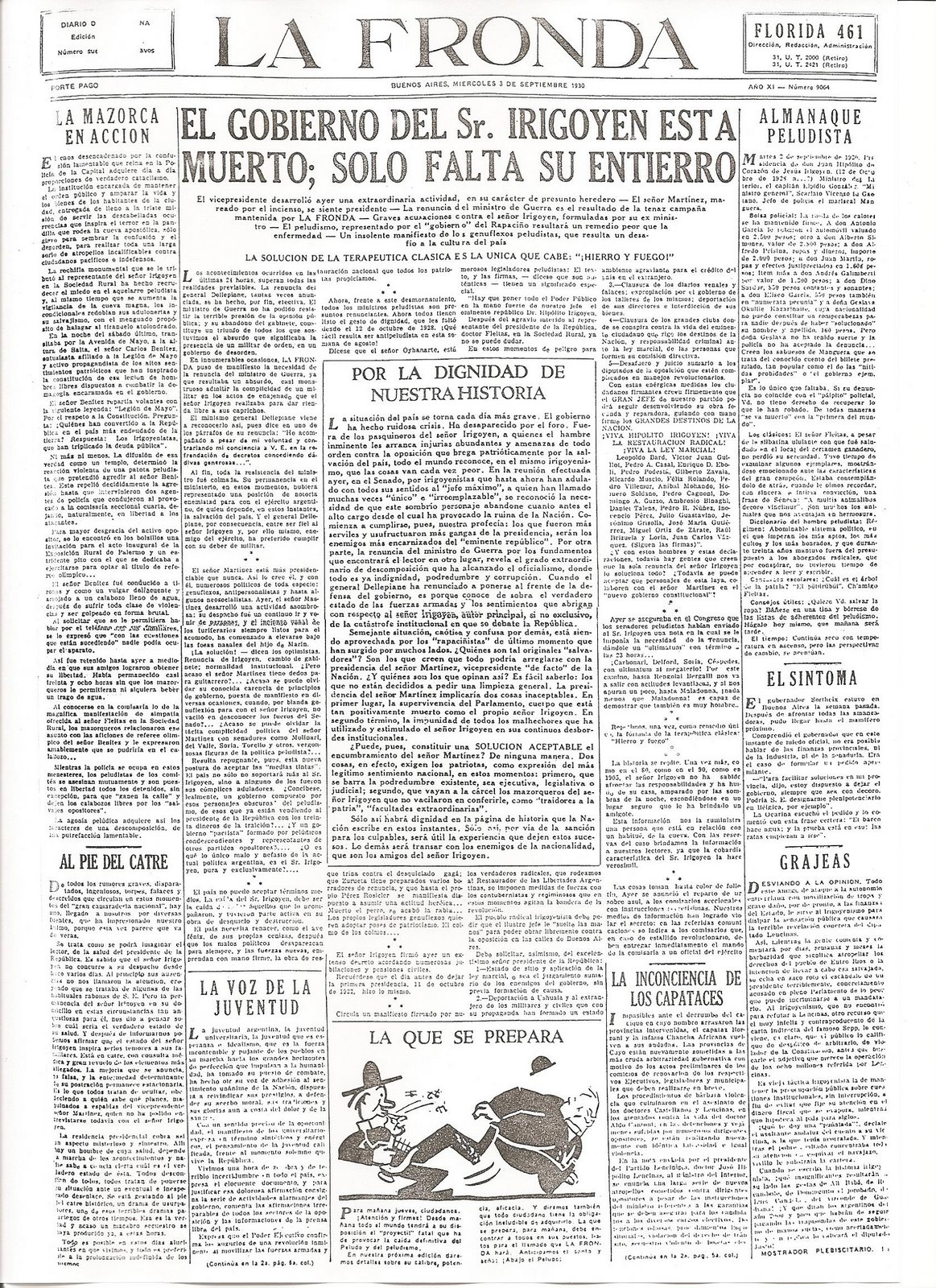
Portada del número del 3 de septiembre de 1930, con el encabezado «El gobierno del Sr. Irigoyen está muerto; solo falta su entierro».

El diario fue evolucionando cada vez más hacia posturas de la extrema derecha. Fue así que dio su pleno apoyo al golpe de Estado del 6 de septiembre de 1930 que encabezado por el general José Félix Uriburu derrocó al gobierno de Yrigoyen.
La Fronda legitimó y apoyó todas las medidas tomadas por el gobierno provisional militar, incluyendo las limitativas de las libertades individuales y de la libertad de imprenta y prensa, la implantación del estado de sitio y la utilización de la Ley marcial. El diario propugnaba la supresión de la Ley Sáenz Peña, tachando a la igualdad política como “antinatural” y al sufragio universal como “un instrumento absurdo”, que debía ser reemplazado por un “sistema de jerarquías” efectivo que evitara una regresión histórica. Por todo ello La Fronda consideraba que la salida electoral debía estar subordinada a la previa reforma del sistema político en el sentido indicado.